# Шелганцев, Петр Захарович
Петр Захарович Шелганцев (25 января 1909, Николаевка, Российская империя — 1 сентября 1977, Севастополь, СССР) — советский военачальник, капитан 1-го ранга, командир подводной лодки Л-12 в годы Советско-японской войны.

## Биография
Шелганцев Петр Захарович родился 25 января 1909 года в городе Николаевке Екатеринославской губерни ныне город в составе Славянского района Донецкой области.
В 1930-х годах учился в Ленинградском физико-механическом институте (отраслевом вузе Ленинградского политехнического института). На службе с 1932 года, член ВКП(б) с 1931 года. В 1936 году окончил Военно-морское училище им. Фрунзе. С июня 1936 по ноябрь 1937 служил командиром штурманского сектора ПЛ «Л-55». В 1938 году окончил курсы командного состава Учебного отряда подводного плавания им. Кирова. С ноября 1938 по ноябрь 1939, был помощником командира лодки «Щ-113» С ноября 1939 по декабрь 1942 командовал лодкой «Щ-114». В декабре 1942 года был назначен командиром подводной лодки «Л-12». В этой должности в звании Капитан-лейтенант и встретил 9 августа 1945 год день начала боевых действий против Японии. В ходе боевых действий в августе 1945 года 19—28 августа совершил один боевой поход, в ходе которого произвел две торпедные атаки с выпуском шести торпед. В результате второй атаки в точке с координатами 43°50′ с. ш. 141°13′ в. д. было потоплено судно «Ogasawara Maru» (1403 брт). Командовал лодкой до января 1948 года.
C 1948 по 1950 годы командир 5-го дивизиона 5-й бригады ПЛ Камчатской военной флотилии, начальник штаба 3-й бригады ПЛ c 1950 по 1951 годы. С 1951 по 1952 годы командовал 90-й бригадой ПЛ 7-го ВМФ. В 1954 году окончил академические курсы офицерского состава. После гибели С-117 был отстранен от должности. С 1952 по 1953 годы занимал должность начальника штаба 39-й бригады строящихся и ремонтирующихся ПЛ Ленинградской ВМБ. C 1955 по 1957 год командир 135-й бригады ПЛ КБФ, был начальником факультета Высших специальных офицерских классов ВМФ в 1957 по 1960 годы. С 1960 по 1961 год был начальником курсов Военно-морской академии.
Скончался 1 сентября 1977 года похоронен на Старом городском кладбище на Северной стороне, Севастополь.

## Награды
- орден Красного Знамени 1945,
- орден Красного Знамени 1953,
- орден Красной Звезды 1948,